# Transmetalación
La transmetalación es un tipo de reacción química empleada en química organometálica que describe el intercambio de ligandos entre dos centros metálicos. También puede describirse como el intercambio de un átomo de metal en un compuesto químico (generalmente un compuesto organometálico) por otro átomo de metal diferente.
Los centros de metal no tiene por qué ser los mismos. Los ligandos R y R 'pueden ser orgánicos o inorgánicos. Las reacciones de acoplamiento son similares conceptualmente.
Las reacciones de transmetalación son importantes en la síntesis de diversos compuestos organometálicos. Los complejos llamados carbenos N-heterocíclicos de plata se forman fácilmente, y a menudo se utilizan para transferir los ligandos carbeno a otros metales que contienen ligandos lábiles como acetonitrilo o 1,5-ciclooctadieno donde L-H+ denota al ligando precursor.
Este tipo de reacciones también aparecen con frecuencia en el ciclo catalítico de diversas reacciones orgánicas catalizadas por metal, tales como la reacción de Stille y  el acoplamiento de Negishi.